# Der Kaufmann mit dem Papagei

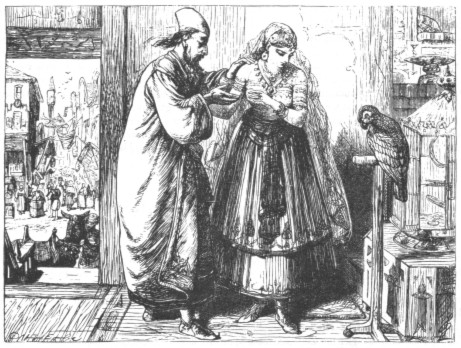
Das Ehepaar und der Papagei; in: Gustav Weil: Tausend und eine Nacht. Arabische Erzählungen. Neuausgabe mit fast 1000 Illustrationen

Der Kaufmann mit dem Papagei ist eine der Geschichten aus Tausendundeiner Nacht. In der Arabian Nights Encyclopedia (ANE) wird sie als ANE 11 gelistet (→ Tausendundeine Nacht – Liste der Geschichten). Sie ist eine Binnengeschichte der größeren Erzählung König Yunan und der Arzt Duban (ANE 9), die ihrerseits in Der Fischer und der Dschinni (ANE 8) eingebettet ist.
In der Geschichte will ein Ehemann mit Hilfe eines sprechenden Papageis die Treue seiner Gattin kontrollieren. Die Geschichte ist nahezu identisch mit Der Kaufmann, seine Frau und der Papagei (ANE 183).

## Handlung
Einst lebte ein Kaufmann, der eine wunderschöne Ehefrau hatte und von eifersüchtiger Natur war. Als er einmal verreisen musste, kaufte er auf dem Vogelmarkt einen sprechenden Papagei, der ein hervorragendes Gedächtnis hatte, und setzte ihn als Spion in sein Haus, um herauszufinden, ob seine Frau ihm die Treue hielt. Als er wieder zurückkam, ließ er den Papagei Bericht erstatten, der ausführlich erzählte, wie seine Frau es Tag für Tag mit ihrem Liebhaber getrieben habe. Daraufhin verprügelte er wutentbrannt seine Frau.
Diese glaubte, dass eine ihrer Sklavinnen sie verraten haben musste und befragte die Mädchen, die alle erklärten, dass es der Papagei gewesen war, der ihrem Mann Bericht erstattet hatte. Eines Nachts übernachtete ihr Mann auswärts, und die Frau befahl ihren Sklavinnen, die Handmühle zu mahlen, einen Spiegel um den Vogelkäfig herumzutragen und Wasser auf den Käfig zu spritzen.
Als der Mann am nächsten Tag zurückkam und den Papagei Bericht erstatten ließ, erzählte dieser ihm, dass er in dieser Nacht nichts habe hören können, da es durch ein Unwetter geblitzt, geregnet und gedonnert habe. Der Ehemann war irritiert, da es Sommer war und es in der Nacht kein Gewitter gegeben hatte. Nun glaubte er, dass der Vogel log und dass auch das Vorherige über seine Frau gelogen war. Zornentbrannt tötete er den Papagei. Später musste er von seinen Nachbarn jedoch erfahren, dass der Vogel die Wahrheit gesagt hatte.

## Hintergrund

### Textgeschichte
Die Geschichte findet sich in der Galland-Handschrift, der ältesten erhaltenen Handschrift von Tausendundeine Nacht und gehört damit zum Kernbestand des Werks; sie findet sich ebenso in Kalkutta I und der Breslauer Ausgabe. Eine spätere, leicht abgewandelte Version findet sich in Bulaq I und der Kalkutta-II-Edition; diese wird eigenständig in der Arabian Nights Encyclopedia als Der Kaufmann, seine Frau und der Papagei (ANE 183) gelistet.
Richard Francis Burton griff für seine Übersetzung auf die Breslauer Ausgabe zurück; Enno Littmann auf Kalkutta II; Claudia Ott direkt auf die Galland-Handschrift. Bei Enno Littmann ist die Geschichte in ihrer späteren Fassung als Der Kaufmann, seine Frau und der Papagei (ANE 183) enthalten.

### Versionsunterschiede
In Der Kaufmann, seine Frau und der Papagei (ANE 183) wird der Handlungsrahmen mit anderen Details und teils Ergänzungen erzählt. Die Sklavinnen des Haushaltes kommen nicht vor; hier konfrontiert der Ehemann seine Gattin mit den Beobachtungen des Papageis, woraufhin diese ihn für verrückt klärt. In der Folgenacht erzeugt sie selbst das Gewitter, das den Vogel täuscht, und stiftet ihren Mann anschließend zum Mord an dem Papagei an. Als dieser später selbst mit ansehen muss, wie der Liebhaber seiner Frau – ein junger Türke – aus dem Haus kommt, geht der Ehemann in das Haus, tötet seine Frau und schwört, nie mehr eine Frau zu heiraten.

### Anderes

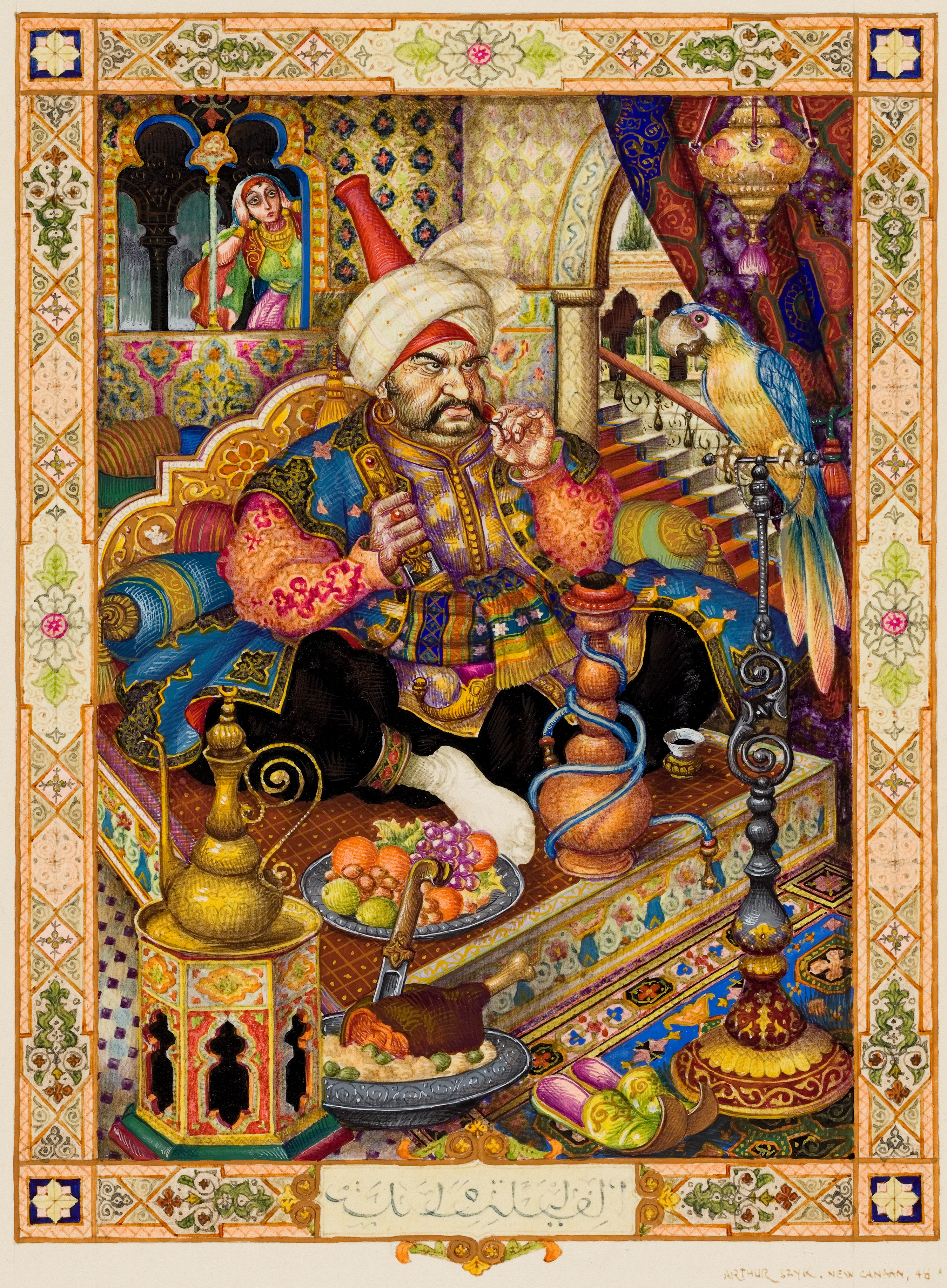
Titelbild von Arthur Szyk

Das Märchen erzählt der König dem Wesir in König Yunan und der Arzt Duban (ANE 9), die ihrerseits eingebettet ist in Der Fischer und der Dschinni (ANE 8).
Papageien haben im Erzählgut oft erotischen Bezug. Als Reittier des indischen Liebesgotts Kamadeva verrät er in Liebesgeschichten Geheimnisse. Im Papageienbuch (Tuti nameh) hält er die Frau vom Ehebruch ab. In europäischen Märchen sind Papageien naturgemäß selten. Doch auch bei Étienne de Bourbon entlarvt er einen flirtenden Knecht, und in einem anderen Exempel lässt die untreue Frau ihn töten. Hedwig von Beit nennt den Papagei – nach C. G. Jung – ein Bild der Rätselhaftigkeit des aus dem Unbewussten redenden Geists.
Nossrat Peseschkians Buchtitel Der Kaufmann und der Papagei meint nicht diese Geschichte.